# T'as d'beaux yeux, tu sais.

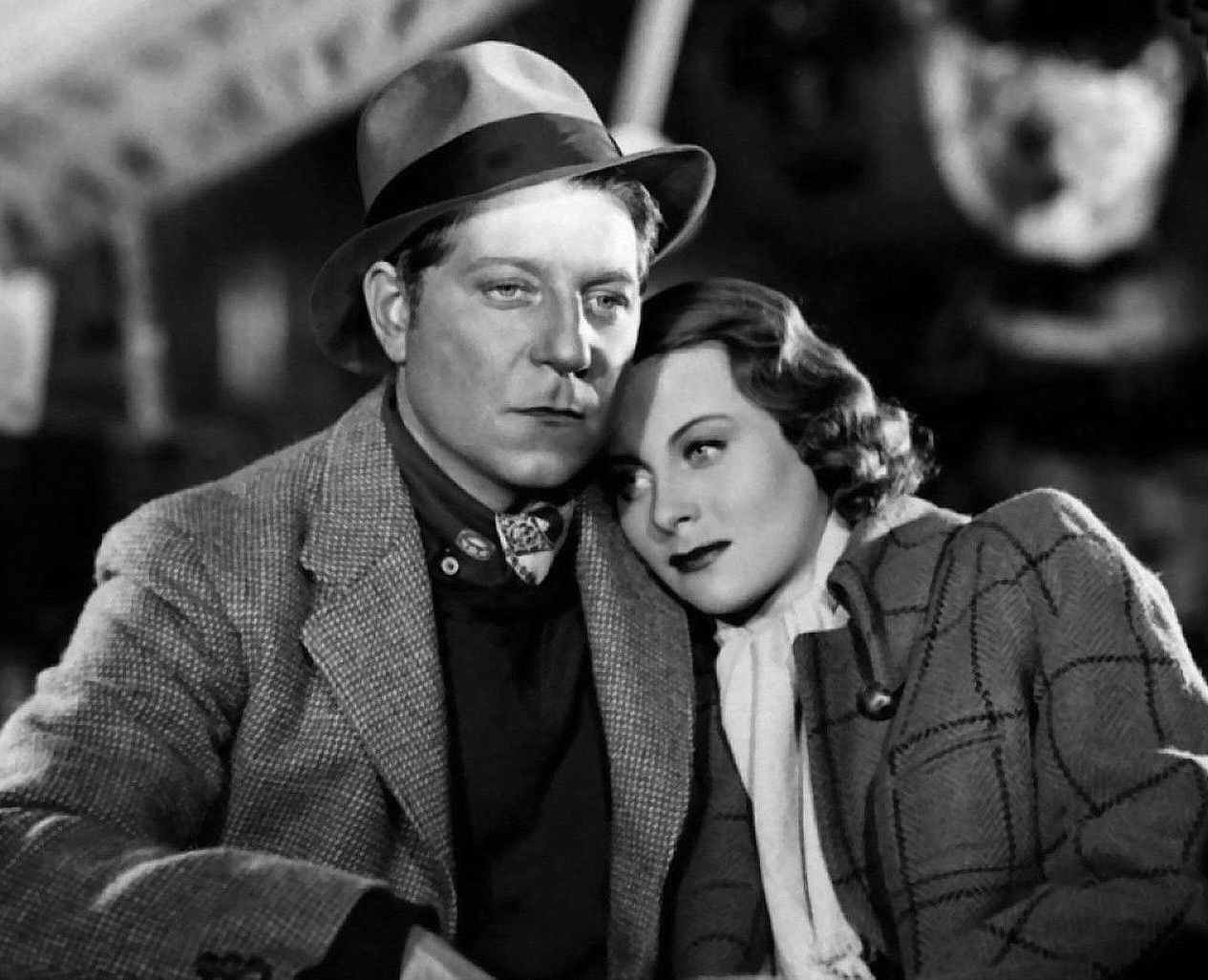
Jean Gabin et Michèle Morgan dans Le Quai des brumes.

« T'as d'beaux yeux, tu sais. » est une célèbre réplique adressée par Jean Gabin à Michèle Morgan dans le film Le Quai des brumes de Marcel Carné sorti en 1938.

## Situation
Le dialogue, écrit par Jacques Prévert, se déroule entre Jean (Jean Gabin, un militaire déserteur) et Nelly (Michèle Morgan, la jeune fille sous tutelle). 
Jean : « T'as d'beaux yeux, tu sais. »

Nelly : « Embrassez-moi. » (il l'embrasse)

Jean : « Nelly ! »

Nelly : « Embrasse-moi encore. »

## Analyse
La réplique ne figure pas dans le roman de Pierre Mac Orlan, Le Quai des brumes qui a donné son titre au film et Jacques Prévert se serait inspiré des yeux limpides de Michèle Morgan pour ajouter ce dialogue, alors qu'il avait prévu autre chose au départ.
En effet à la mort de Michèle Morgan en 2016,  Elena Scappaticci, journaliste au Figaro rapporte : «  À l'occasion de la vente aux enchères du manuscrit original [du scénario] du Quai des brumes, en juin 2010, l'on apprend en effet que dans le premier jet du scénario, Jean Gabin prononçait cette phrase nettement moins romantique : « Un peu plus tard... dans un petit estaminet planté provisoirement pour la fête Jean et Nelly achèvent de dîner. (...) Nelly va vers le chien... elle se baisse et lui donne à manger... / Le geste qu'elle fait soulève un peu sa robe... et Jean regarde ses jambes... / elle revient vers lui... / Jean. Tu as des jolies jambes tu sais... / Nelly. Je suis contente si je te plais... embrasse-moi... / Ils s'embrassent »... »
Cette phrase est rapidement associée à la comédienne plus qu'à Gabin qui la prononce.

## Postérité

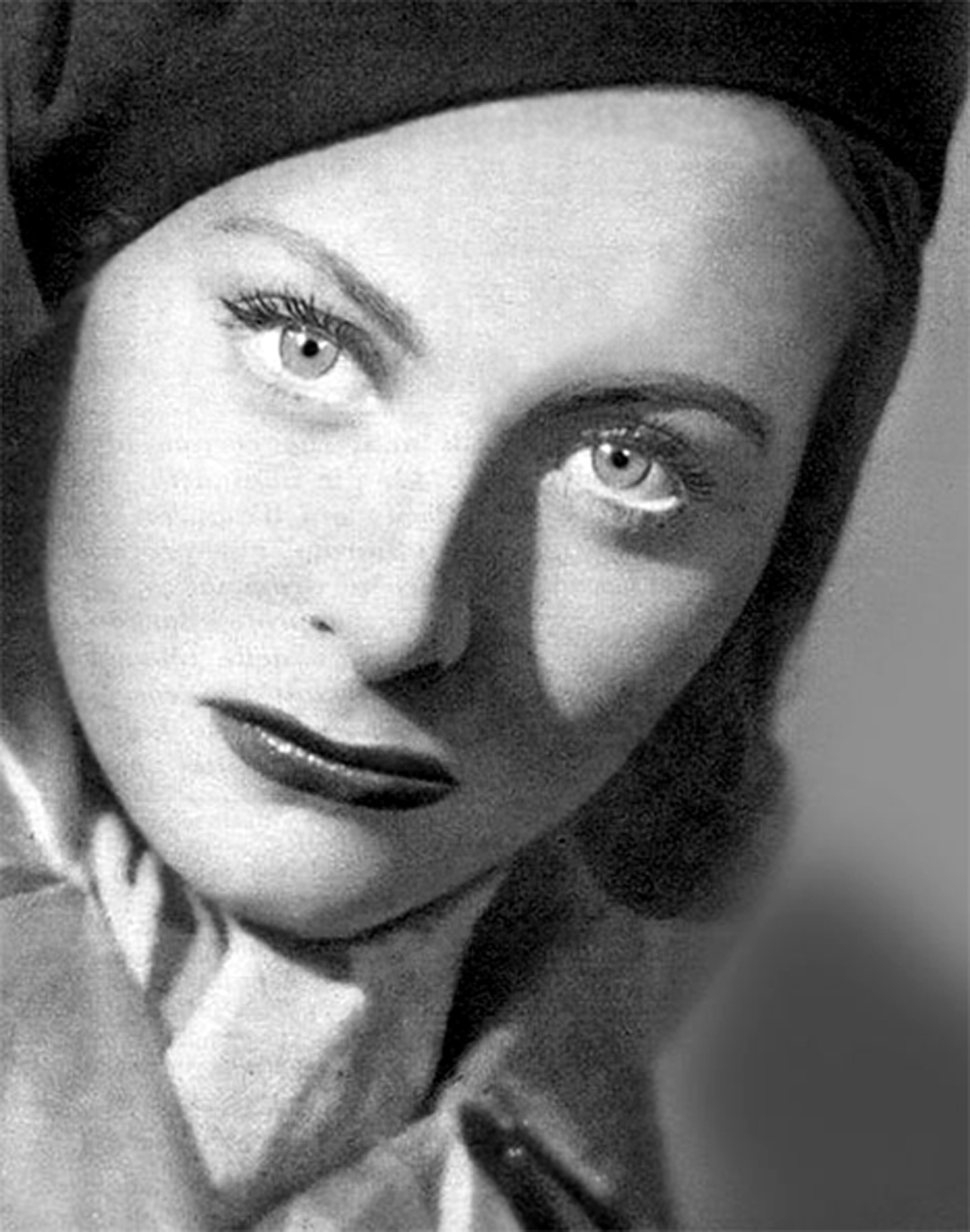
Michèle Morgan dans Le Quai des brumes (1938).

- Le titre des mémoires de Michèle Morgan, publiés en 1977 et intitulés Avec ces yeux-là, fait directement référence à cette réplique. « On ne peut pas imaginer que cette phrase serait une légende » dit Michèle Morgan en 1997. Elle précise également que c'est seulement depuis les années 1960 que cette réplique devient culte, grâce à la télévision qui rediffuse le film régulièrement[3].
- En 1999, son compagnon Gérard Oury, élu à l'Académie des beaux-arts l'année précédente, demande au graveur et sculpteur Pierre-Yves Trémois de graver cette même phrase sur son épée d'académicien[4].
- Dans la version française du dessin animé Dumbo, réalisé en 1941, mais sorti en France seulement en 1947 en raison de la Seconde Guerre mondiale, le jeune éléphanteau, aux yeux d'un bleu intense, entend sa mère lui dire : « T'as d'beaux yeux, tu sais. Dommage que tes oreilles les cachent ! »
- En 1978, dans le treizième album des aventures d'Iznogoud intitulé Je veux être calife à la place du calife, Iznogoud visite avec Dilat Larath un musée de cire où se trouve une « salle des tueurs passés et à venir », tueurs auxquels il est possible de donner vie en leur disant « T'as d'beaux yeux, tu sais. »
- La même année, cette réplique est reprise dans le film Le Sucre de Jacques Rouffio ; elle est prononcée par Gérard Depardieu à l'attention de Jean Carmet.
- En 1982, dans le film de Jean Girault intitulé Le Gendarme et les Gendarmettes, le gendarme Antoine Perlin (joué par Patrick Préjean) dit à la gendarmette Christine Rocourt (Catherine Serre) « t'as d'beaux yeux, tu sais ».
- En 1984, lors de son concert au Théâtre des Champs-Elysées, Léo Ferré interprète une chanson intitulée T'as d'beaux yeux, tu sais ?, chanson qui n'a jamais fait l'objet d'un enregistrement studio.
- En 1986, T'as d'beaux yeux, tu sais ! est le titre donné au treizième album des aventures de Robin Dubois, personnage éponyme de la série de bande dessinée humoristique créée par Turk et Bob de Groot aux éditions du Lombard.
- Pour le festival de Cannes 1986, Agnès Varda réalise un court-métrage intitulé T'as de beaux escaliers, tu sais en hommage à la Cinémathèque française.
- En 1995, Jacques Perrin et Yves Deschamps font figurer ce célèbre passage, le dix-huitième dans l'ordre d'apparition, dans leur documentaire compilant des extraits de films du cinéma français, produit à l'occasion des cent ans du cinéma, et intitulé Les Enfants de Lumière.
- En 1999, lors de la sortie de la première édition du livre Les Dialogues cultes du cinéma français, publié chez Larousse, c'est une photo du couple Gabin/Morgan dans la scène où figure cette fameuse réplique qui illustre la couverture de l'ouvrage de Bernard Chardère.
- En 2002, dans la version française du film d'animation L'Âge de glace, Sid, le paresseux, collé sur le visage de Manny, le mammouth, lui dit : « T'as d'beaux yeux, tu sais. »
- En 2003, puis en 2010, le belge Pierre Seron publie deux tomes de la série de bandes dessinées intitulée T'as d'beaux yeux, tu sais.